# MG HS
Le MG HS (chinois : 名爵HS ; pinyin : Míngjué HS) est un SUV compact produit depuis 2018 par le groupe chinois SAIC sous la marque britannique MG. Il est fabriqué dans l'usine de Ningde en Chine. 
Initialement commercialisé en Chine, en Thaïlande et au Royaume-Uni, il débute sa commercialisation en Europe continentale en 2021, uniquement dans sa version hybride rechargeable.

## Présentation
La HS est le modèle de production du concept MG X-Motion. La version de série est présentée au salon de l'automobile de Pékin 2018.
La version hybride rechargeable européenne MG EHS est présentée le 7 décembre 2020, avant sa commercialisation sur le continent au premier semestre 2021. 

### Phase 2
La version restylée de la MG eHS est présentée en juin 2023.

## Caractéristiques techniques

### Motorisations

#### Versions thermiques
Les motorisations thermiques de la MG HS reprises de la banque d'organe de General Motors, partenaire historique de SAIC, comprennent un moteur à essence turbo 1,5 litre (GM SGE) de 162 ch et 250 Nm de couple, et un moteur à essence turbo 2,0 litres à quatre cylindres (GM MGE), en partie développés par Opel.

#### Hybride rechargeable eHS
La version eHS, seule modèle commercialisé en Europe, est le premier modèle de la marque à utiliser un nouveau système hybride rechargeable, couplant le moteur 1,5 turbo des versions thermiques à un moteur électrique de 122 ch et 230 Nm de couple pour une puissance cumulée de 258 ch et 370 Nm de couple, accouplé à une batterie de 16,6 kWh.
Cette version est équipée d'une boite automatique à 10 vitesses dénommée EDU II, qui consiste en 6 rapports reliés au moteur thermique et 4 autres au moteur électrique. 

### Sécurité
La MG HS est équipée en série d'un système de freinage d'urgence (AEB) et d'un assistant de maintien dans la voie, inclus dans le pack d'option nommé MG Pilot. 
Les modèles sont également équipés d'un système de régulation adaptative de la vitesse et de conduite en embouteillage pouvant suivre le véhicule le précédent jusqu'à 55 km/h sans intervention du conducteur.
Ses équipements de sécurité, dont ses huit airbags de série lui ont permis d'obtenir la note de cinq étoiles aux tests Euro NCAP.

## Finitions
- Comfort
- Luxury